# 寺地種寿
寺地 種寿（てらち たねとし、1960年 - ）は、日本の剣道家（教士八段）。警視庁警察官・元剣道日本代表。現在、警視庁剣道指導室主席師範・東京大学剣道部師範。

## 経歴・人物
1960年（昭和35年）- 鹿児島県で誕生。小学生時代に、鹿児島県阿久根市の「大川剣道少年団」に入り、剣道を始める。下薗重志に師事。
阿久根市立大川中学校卒業、鹿児島商工高等学校（現．樟南高等学校）卒業。
法政大学卒業。
大学卒業後は警視庁に奉職。
2007年（平成19年）11月、最高位である八段審査に合格。現在教士八段。

## 家族
実弟は三人（警視庁に2人、皇宮警察に1人）おり、全員が好成績を残していることから「寺地四兄弟」としても知られる。
子供がおり、三男はプロ野球選手の寺地隆成。

## 戦績
全日本剣道選手権大会
出場回数：8回
全国警察選手権大会 ＜個人戦＞
- 1989年 - 優勝
- 1987年 - 優勝

全国警察大会
団体優勝８回
国民体育大会
優勝(鹿児島県代表)
世界剣道選手権大会
団体優勝(大将)